# Codex Brucianus
De Codex Brucianus is een codex die twee gnostische teksten bevat. Een codex is een handschrift in de vorm van een boek met ingenaaide katernen en geen boekrol. Naast deze codex en de Nag Hammadigeschriften bestaat de gevonden gnostische literatuur verder uit de Codex Berolinensis Gnosticus 8502 , de Codex Askewianes en de Codex Tschacos.
De naam van de codex is ontleend aan de Schotse ontdekkingsreiziger James Bruce (1730-1794). Bruce keerde in 1774 na een verblijf van zes jaar in Ethiopië terug in Europa. Hij bracht een aantal handschriften mee, waaronder drie exemplaren in het Ge'ez van het  Boek van Enoch, een oud joods religieus werk, dat in de traditie wordt toegeschreven aan Enoch, de overgrootvader van Noach. De gnostische teksten worden aangeduid als het Eerste boek van Jeu, het Tweede boek van Jeu en een tekst die nu benoemd wordt als het Titelloze geschrift. Na de Codex Askewianes was dit de tweede vondst van gnostische geschriften in het Koptisch die in Europa bekend werd. De koptische handschriften in de Codex Brucianus moeten zijn gebaseerd op een oorspronkelijke tekst in het Grieks, die geheel verloren is. Het handschrift van de Boeken van Jeu dateert uit het midden van de vierde eeuw. Het Titelloze geschrift van eind vierde eeuw. 
In het handschrift zelf komt de titel Boeken van Jeu niet voor. De Codex Askewianes bevat een geschrift dat bekend staat als de Pistis Sophia. In die tekst geeft Jezus zijn discipelen een uitleg over de hemelse mysteriën, en zegt dat die te vinden zijn in de boeken van Jeu. Er is consensus in het vakgebied dat de tekst in de Codex Brucianus in het zelfde gnostische milieu moet zijn ontstaan als de Pistis Sophia, en dat de teksten nauw verwant zijn. Het is om die reden, dat de tekst in de Codex Brucianus de naam Boeken van Jeu heeft gekregen. 
In 1848 wist de Bodleian Library de teksten te verwerven. Moritz Gotthilf Schwartze maakte een eerste transcriptie. Na zijn dood kwam die in handen van eerst Julius Heinrich Petermann en daarna van A. Erman. Dankzij Erman kon Carl Schmidt vanaf 1890 in Oxford verder met de teksten werken. Er was inmiddels een eerste Franse vertaling uit 1891 van E. Amelineau verschenen, die in het  vakgebied van de eenentwintigste eeuw als zeer onbevredigend wordt gezien. 
De teksten bestonden oorspronkelijk uit 156 pagina's van papyrus. Toen de codex werd verworven bestond het materiaal uit losse bladen. De oorspronkelijke volgorde van de bladen was verloren. In 1868 werden de losse bladen door de Bodleian Library ingebonden in een boekvorm, maar opnieuw zonder acht te slaan op een correcte volgorde. Carl Schmidt herstelde na 1890 de juiste volgorde. In 1892 publiceerde Schmidt een Duitse vertaling. Een tweede herziene vertaling volgde in 1905. In 1933 werd een Engelse vertaling van het Titelloze geschrift gepubliceerd door Charlotte Baynes. 